# Mr. X & Mr. Y
Mr. X & Mr. Y ist ein Musik-Projekt bestehend aus den beiden DJs WestBam und Afrika Islam. Es wurde 1996 gegründet. Die Veröffentlichungen des Projektes erschienen überwiegend durch das Plattenlabel Electric Kingdom.

## Stil
Im Rahmen des Projektes benutzt Afrika Islam das Pseudonym Mr. X, WestBam ist Mr. Y. Das Konzept der Gruppe wird als „Four Turntables And A Microphone“ beschrieben. Beide Künstler treten Hip-Hop-typisch als scratchende DJs auf, Afrika Islam fungiert zudem als MC. Die Tracks basieren weitgehend auf Techno- und Electro-Rhythmen, es werden jedoch auch andere musikalische Einflüsse aufgegriffen.

## Geschichte
Als erste Maxi-CD erschien Free Me. Das Stück mit einem Intro von Afrika Islam kombinierte Electro- und New-Wave-Elemente. 1998 traten Mr. X & Mr. Y das erste Mal gemeinsam auf der Mayday auf. Im Jahr 1999 erschien die Single New World Order. Nächste Veröffentlichung war Viva la revolucion. Die Botschaft des Stückes sollte das dazugehörende Musikvideo transportieren, das unter anderem demonstrierende Massen zeigte.
Es folgte im gleichen Jahr mit New World Order das erste Album von Mr. X & Mr. Y sowie die Singleauskopplung What’s Up at the Brotherfront.
2000 traten WestBam und Afrika Islam ein zweites Mal auf der Mayday auf und präsentierten das bis dahin unveröffentlichte Stück Global Players (My Name Is Techno). Das folgende Album Live from Berlin war ein im Studio abgemischter DJ-Mix der bereits veröffentlichten Stücke.
2003 veröffentlichten sie als „Westbam + X“ den Track Recognize. Das dazu produzierte Video erinnerte in Teilen an den Film Yellow Submarine der Beatles.
Den Titel zur nächsten Tour Dancing with the Rebels präsentierten sie zuerst auf der Loveparade 2003. Zunächst erschien das Stück noch unter dem Namen Mr. X & Mr. Y, danach benannte man das Projekt in Westbam and Afrika Islam um. Beide nutzten eine Anfrage für den Vorentscheid zum Eurovision Song Contest 2004, um eine Technolectroversion des Stückes einem breiteren Publikum vorzustellen. Das Stück erreicht im deutschen Vorentscheid Platz 4.
Laut Aussage von WestBam sind einzelne, noch nicht veröffentlichte Stücke bereits produziert, die in ein neues Album einfließen sollen.

## Diskografie

### Alben
| Jahr | Titel           | Höchstplatzierung, Gesamtwochen, AuszeichnungChartplatzierungen (Jahr, Titel, Platzierungen, Wochen, Auszeichnungen, Anmerkungen) | Höchstplatzierung, Gesamtwochen, AuszeichnungChartplatzierungen (Jahr, Titel, Platzierungen, Wochen, Auszeichnungen, Anmerkungen) | Anmerkungen                        |
| Jahr | Titel           | DE | CH | Anmerkungen                        |
| ---- | --------------- | --- | --- | ---------------------------------- |
| 1999 | New World Order | — | — | Erstveröffentlichung: 7. Juni 1999 |

### Singles
| Jahr | Titel Album                          | Höchstplatzierung, Gesamtwochen, AuszeichnungChartplatzierungen (Jahr, Titel, Album, Platzierungen, Wochen, Auszeichnungen, Anmerkungen) | Höchstplatzierung, Gesamtwochen, AuszeichnungChartplatzierungen (Jahr, Titel, Album, Platzierungen, Wochen, Auszeichnungen, Anmerkungen) | Anmerkungen                                                       |
| Jahr | Titel Album                          | DE | CH | Anmerkungen                                                       |
| ---- | ------------------------------------ | --- | --- | ----------------------------------------------------------------- |
| 1999 | New World Order –                    | DE17 (14 Wo.)DE | CH46 (3 Wo.)CH | Erstveröffentlichung: 12. April 1999                              |
| 1999 | Viva la revolucion –                 | DE67 (2 Wo.)DE | — | Erstveröffentlichung: 19. Juli 1999                               |
| 1999 | Whats Up at the Brotherfront –       | DE95 (1 Wo.)DE | — | Erstveröffentlichung: 8. November 1999                            |
| 2000 | Global Players (My Name Is Techno) – | DE61 (5 Wo.)DE | — | Erstveröffentlichung: 9. Oktober 2000                             |
| 2003 | Recognize –                          | DE71 (4 Wo.)DE | — | Erstveröffentlichung: 10. März 2003 als Westbam & X               |
| 2004 | Dancing with the Rebels –            | DE96 (6 Wo.)DE | — | Erstveröffentlichung: 16. Februar 2004 als Westbam & Africa Islam |